# Lillian Kemble-Cooper
Lillian Kemble-Cooper (21. března 1892 Londýn – 4. května 1977 Los Angeles) byla anglicko-americká herečka s úspěšnou kariérou na Broadwayi i v Hollywoodu.

## Životopis
Lillian Kemble-Cooper byla členkou anglické divadelní rodiny Kembleových. Byla dcerou herce Franka Kemble-Coopera. Její mladší bratr Anthony Kemble-Cooper a starší sestra Violet rovněž působili jako herci.
Poprvé se Kemble-Cooper objevila na jevišti jako členka sboru v inscenaci The Chocolate Soldier v září 1914 v Lyric Theatre v Londýně. Brzy se přestěhovala do Spojených států, kde se objevila v několika broadwayských produkcích. V roce 1919 účinkovala v původním muzikálu Hitchy-Koo. Později se stala filmovou herečkou a objevila se ve zhruba 20 filmech, většinou ve vedlejších rolích. V Hollywoodu ztvárňovala především aristokratky, staré panny a služebné. Pravděpodobně nejvíce se proslavila svou krátkou rolí chůvy ve filmu Jih proti Severu.
V roce 1923 se Kemble-Cooper provdala za bývalého pilota z první světové války a spisovatele Louise G. Bernheimera, který zemřel v roce 1930.
Jejím druhým manželem byl herec Guy Bates Post a toto manželství trvalo více než 30 let, až do jeho smrti v roce 1968.
Kemble-Cooper zemřela 4. května 1977 v Los Angeles. Byla pohřbena na hřbitově Hollywood Forever Cemetery.